# 베오그라드 노면전차

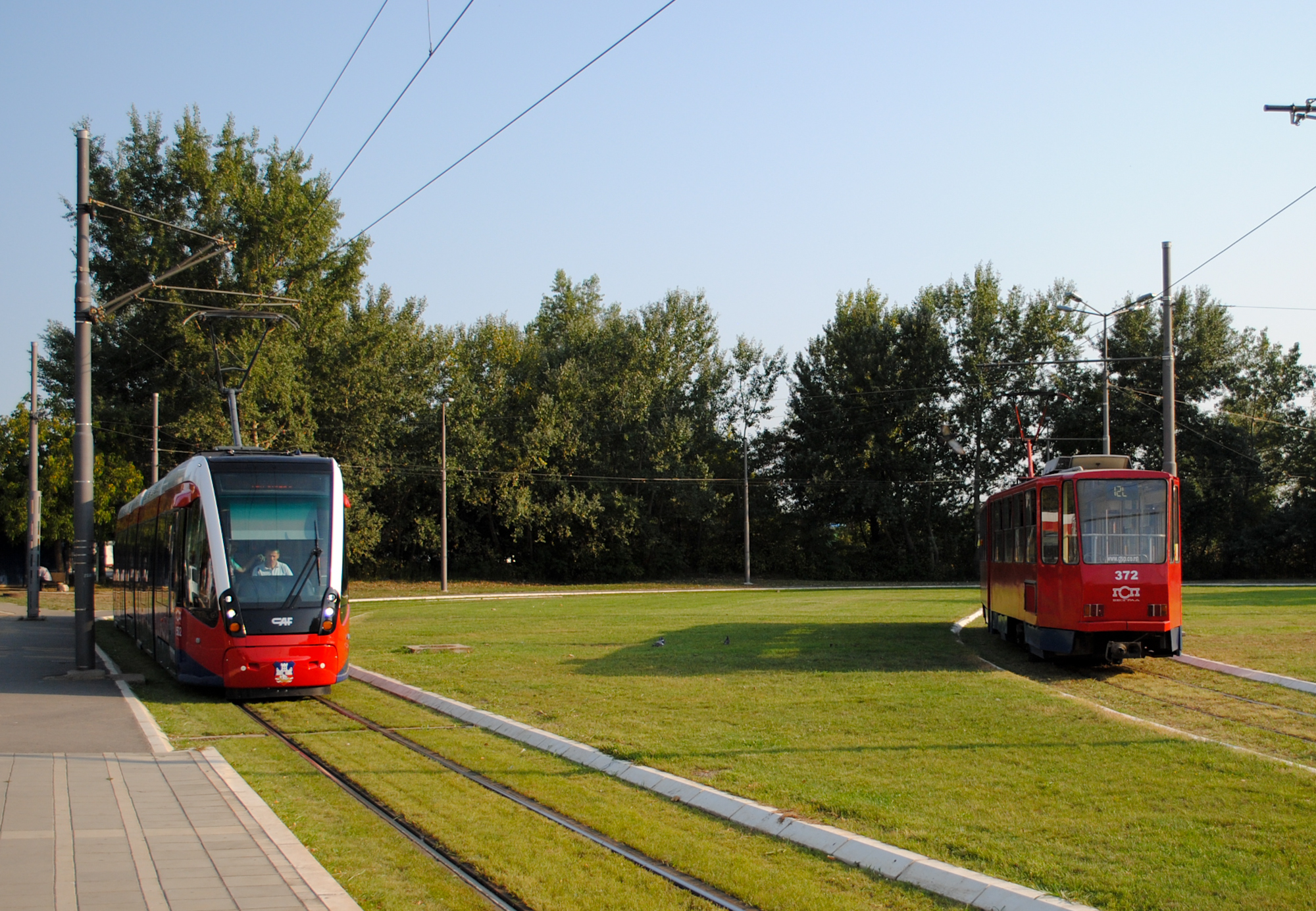
베오그라드 노면전차

베오그라드 노면전차(세르비아어: Београдски трамвај)는 세르비아 베오그라드에서 운영되는 노면전차 시스템이다. 12개 노선으로 구성되어 있으며, 1000mm 궤간 네트워크다.